# Stazione di Mozzate
Stazione di Mozzate vasútállomás Olaszországban, Lombardia régióban, Mozzate településen.

## Vasútvonalak
Az állomást az alábbi vasútvonalak érintik:
- Saronno-Laveno-vasútvonal

## Kapcsolódó állomások
A vasútállomáshoz az alábbi állomások vannak a legközelebb:
- Stazione di Locate Varesino-Carbonate
- Stazione di Cislago